# Napoletana. Antologia cronologica della canzone partenopea - Quarto volume (dal 1880 al 1897)
Napoletana. Antologia cronologica della canzone partenopea - Quarto volume (dal 1880 al 1897) è un album 33 giri del cantante Roberto Murolo pubblicato nel 1964.

## Tracce

### Lato A
1. Funiculì funiculà
2. Marechiaro
3. Era de maggio
4. Oilì Oilà
5. Scetate
6. 'A retirata
7. 'O munasterio

### Lato B
1. E spingule frangese
2. Canzone amirosa
3. 'A vucchella
4. Catarì
5. 'O marenariello
6. Furterella
7. Ninuccia

## Formazione
- Roberto Murolo - voce, chitarra acustica